# Suzuki Cappuccino
Suzuki Cappuccino — компактний родстер, що випускався японською компанією Suzuki з 1991 по 1997 рік.

## Опис
У першій половині 1990-х років відбулися деякі зміни в стандартах малолітражних автомобілів, зокрема, зміни в бік збільшення зовнішніх розмірів кузова і об'єму двигуна. Крім того, в той самий час в країні панувала економіка «мильної бульбашки». Під впливом цих двох чинників японські виробники створили велику кількість компактних автомобілів. Одним з них став Cappuccino, який є цілком спортивною моделлю. Завдяки рядному 3-циліндровому двигуну 0,7 л K6A DOHC з інтеркулером і турбонаддувом потужністю 64 к.с., який має вищий, ніж у Alto Works, крутний момент, а також завдяки задньому приводу, розподілу ваги між осями в співвідношенні 51:49 і незалежній підвісці Cappuccino має високі можливості. Зовнішнє оформлення автомобіля, не програючи внутрішньою «начинкою», має яскраво виражений спортивний імідж, який створюється багато в чому завдяки відкритому верху. Крім повністю відкритого даху, існує ще 3 варіанти її виконання. За деякий час була додана модифікація, на якій встановлюється автоматична трансмісія.